# Magazzini Contratti
Los Magazzini Contratti son un palacio histórico de Milán en Italia situado en el nº 8 de la via Tommaso Grossi.

## Historia
El edificio fue construido en el 1903 según el proyecto del arquitecto Luigi Broggi, quien ya había diseñado varios edificios en la cercana área de la piazza Cordusio.

## Descripción
El palacio de los Magazzini Contratti, que presenta uno estilo modernista, se destaca por sus grandes ventanas en la fachada sobre la calle, cuya realizazión se hizo posible gracias a técnicas y materiales modernos como el concreto armado. La fachada es decorada por esculturas y bajorrelieves de cemento y por barandillas y columnas de fundición.